# Brachycorythis lastii
Brachycorythis lastii är en orkidéart som beskrevs av Robert Allen Rolfe. Brachycorythis lastii ingår i släktet Brachycorythis och familjen orkidéer. Inga underarter finns listade i Catalogue of Life.